# الکساندر ریچ
الکساندر ریچ (انگلیسی: Alexander Rich; ۱۵ نوامبر ۱۹۲۴ – ۲۷ آوریل ۲۰۱۵) دانشمند در زمینه زیست‌فیزیک اهل ایالات متحده آمریکا بود. او استاد دانشگاه MIT بود.
وی همچنین برندهٔ جوایزی همچون نشان زرین لومونسف و نشان ملی علوم شده‌است.